# Udon no kuni no kin'iro kemari
Udon no kuni no kin'iro kemari (うどんの国の金色毛鞠?) è un manga scritto e disegnato da Nodoka Shinomaru, serializzato sul Monthly Comic @ Bunch di Shinchōsha dal 21 giugno 2012. Un adattamento anime, prodotto da Liden Films, è stato trasmesso tra l'8 ottobre e il 24 dicembre 2016.

## Personaggi
Sōta Tawara (俵 宗太?, Tawara Sōta)
Doppiato da: Yūichi Nakamura
Poko (ポコ?)
Doppiato da: Shiho Kokido
Shinobu Nakajima (中島 忍?, Nakajima Shinobu)
Doppiato da: Tomokazu Sugita
Rinko Oishi (大石 凛子?, Ōishi Rinko)
Doppiata da: Mai Nakahara
Shunsuke Fujiyama (藤山 俊亮?, Fujiyama Shunsuke)
Doppiato da: Jun Fukuyama
Sae Fujiyama (藤山 紗枝?, Fujiyama Sae)
Doppiata da: Kana Hanazawa
Mai Manabe (真鍋 舞?, Manabe Mai)
Doppiata da: Yūko Minaguchi
Nozomi Tanaka (田中 のぞみ?, Tanaka Nozomi)
Doppiata da: Kaede Hondo
Gaogao (ガオガオ?)
Doppiato da: Takaya Kuroda
Mimi (ミミ?)
Doppiata da: Yui Makino
Momo (モモ?)
Doppiata da: Shiho Kokido

## Media

### Manga
Il manga, scritto e disegnato da Nodoka Shinomaru, ha iniziato la serializzazione sulla rivista Monthly Comic @ Bunch di Shinchōsha il 21 giugno 2012. Il primo volume tankōbon è stato pubblicato l'8 dicembre 2012 e al 7 settembre 2018 ne sono stati messi in vendita in tutto undici.

#### Volumi
| Nº | Data di prima pubblicazione | Data di prima pubblicazione | Data di prima pubblicazione |
| Nº | Giapponese                  | Giapponese                  |                             |
| -- | --------------------------- | --------------------------- | --------------------------- |
| 1  | 8 dicembre 2012             | ISBN 978-4-10-771688-0      |                             |
| 2  | 7 giugno 2013               | ISBN 978-4-10-771709-2      |                             |
| 3  | 9 dicembre 2013             | ISBN 978-4-10-771727-6      |                             |
| 4  | 9 luglio 2014               | ISBN 978-4-10-771759-7      |                             |
| 5  | 9 dicembre 2014             | ISBN 978-4-10-771790-0      |                             |
| 6  | 8 agosto 2015               | ISBN 978-4-10-771838-9      |                             |
| 7  | 9 febbraio 2016             | ISBN 978-4-10-771876-1      |                             |
| 8  | 8 ottobre 2016              | ISBN 978-4-10-771925-6      |                             |
| 9  | 7 gennaio 2017              | ISBN 978-4-10-771947-8      |                             |
| 10 | 9 novembre 2017             | ISBN 978-410-772025-2       |                             |
| 11 | 7 settembre 2018            | ISBN 978-4-10-772117-4      |                             |

### Anime
Annunciato il 10 febbraio 2016 sulla rivista Animage di Tokuma Shoten, un adattamento anime di dodici episodi, prodotto da Liden Films per la regia di Yoshihide Ibata, è andato in onda dall'8 ottobre al 24 dicembre 2016. Le sigle di apertura e chiusura sono rispettivamente S.O.S. dei Weaver e Sweet Darwin dei Goodwarp. In varie parti del mondo gli episodi sono stati trasmessi in streaming, in contemporanea col Giappone, da Crunchyroll.

#### Episodi
| Nº | Titolo italiano (traduzione letterale) Giapponese 「Kanji」 - Rōmaji | In onda          | In onda |
| Nº | Titolo italiano (traduzione letterale) Giapponese 「Kanji」 - Rōmaji | Giapponese       |         |
| 1  | Bukkake udon 「ぶっかけうどん」 - Bukkake udon                       | 8 ottobre 2016   |         |
| 2  | Kotoden 「ことでん」 - Kotoden                                       | 15 ottobre 2016  |         |
| 3  | Faro rosso 「赤灯台」 - Aka tōdai                                    | 22 ottobre 2016  |         |
| 4  | Yashima 「屋島」 - Yashima                                           | 29 ottobre 2016  |         |
| 5  | Honetsukidori 「骨付鳥」 - Honetsukidori                             | 5 novembre 2016  |         |
| 6  | Tokyo Tower 「東京タワー」 - Tōkyō tawā                              | 12 novembre 2016 |         |
| 7  | Il giardino Ritsurin 「栗林公園」 - Ritsurin kōen                    | 19 novembre 2016 |         |
| 8  | L'isola Shōdo 「小豆島」 - Shōdo-shima                               | 26 novembre 2016 |         |
| 9  | Sardine essiccate 「いりこだし」 - Iriko dashi                       | 3 dicembre 2016  |         |
| 10 | Fonte 「ため池」 - Tameike                                           | 10 dicembre 2016 |         |
| 11 | Il festival Takamatsu 「高松まつり」 - Takamatsu matsuri             | 17 dicembre 2016 |         |
| 12 | Kake udon 「かけうどん」 - Kake udon                                 | 24 dicembre 2016 |         |